# Кедрус, Виктор Николаевич
Виктор Николаевич Кедрус (род. 2 марта 1949, Киев) — советский футболист, нападающий.

## Биография
Родился в Киеве. Отец был военным лётчиком, и вскоре семья переехала в станицу Кущёвскую, где начал играть в футбол в «Урожае». Женился в 18 лет. Жена вскоре уехала учиться в Ростов-на-Дону, Кедрус работал там на поршневом заводе слесарем, тренировался на стадионе при заводе «Ростсельмаш». Играл за заводскую команду «Ростсельмаша» под фамилией Посиделов, помог ей стать обладателей Кубка завода. Мог остаться в «Ростсельмаше» и пройти армейскую службу в СКА, но по совету отца переехал в Краснодар. Там в авиаучилище, в котором служил отец, с ноября 1968-го по март 1969-го служил в службе охраны. С марта стал играть в спортроте «Звезды» в первенстве Краснодарского края, обладатель Кубка края. С 1971 года — в команде второй лиги «Кубань» Краснодар. Первые два сезона играл правым нападающим, затем был переведён на левый фланг, играл и в центре нападения. В 1973 году с 18 мячами стал лучшим бомбардиром команды и чемпионом РСФСР. В первой лиге в 1974—1976 годах в 90 матчах забил 16 голов. В 1977 году отказался от перехода в пражскую «Спарту».
Завершил карьеру в командах мастеров в «Цементе» Новороссийск в 1978—1979 годах во второй лиге.
С 51 мячами в первенстве страны входит в десятку лучших бомбардиров «Кубани».
Несколько лет играл в первенстве Вооруженных сил стран Варшавского договора за команду Северной группы войск в Польше, в первенствах Краснодара и Краснодарского края. Трёхкратный чемпион страны среди ветеранов в составе «Кубани». По состоянию на 2014 год — таксист.